# رامنازین
رامنازین (به انگلیسی: Rhamnazin) با فرمول شیمیایی C۱۷H۱۴O۷ یک ترکیب شیمیایی با شناسه پاب‌کم ۵۳۲۰۹۴۵ است. که جرم مولی آن ۳۳۰٫۲۹ g/mol می‌باشد. 